# Lista de prefeitos de Assis (São Paulo)
Esta é uma lista de prefeitos do município paulista de Assis, desde sua emancipação político administrativa em pela Lei Estadual nº1581 de 20 de dezembro de 1917.

Entre 27 de outubro de 1930 e 1 de janeiro de 1948, os prefeitos eram nomeados pelo interventor Federal de São Paulo. Período esse, correspondente a Ditadura Vargas.
| Nº | Nome                                      | Partido                                          | Início do Mandato | Fim do Mandato | Nota                      |
| 1  | João Teixeira de Camargo                  | Partido Republicano Paulista PRP                 | 1918              | 1920           | Eleição indireta (câmara) |
| 2  | Dr Jonathan M. da Silva                   | Partido Republicano Paulista PRP                 | 1921              | 1922           | Eleição indireta (câmara) |
| 3  | Prof. José Coelho Barbosa                 | Partido Republicano Paulista PRP                 | 1922              | 1923           | Eleição indireta (câmara) |
| 4  | Sebastião da Silva Leite                  | Partido Republicano Paulista PRP                 | 1924              | 1928           | Eleição indireta (câmara) |
| 5  | Abílio Duarte de Souza                    | Partido Republicano Paulista PRP                 | 1928              | 1929           | Eleição indireta (câmara) |
| 6  | José Vieira da Cunha e Silva              | Partido Democrático PD                           | 1930              | 1931           | Revolução de 1930         |
| 7  | José de Camargo                           | Partido Constitucionalista de São Paulo PC       | 1932              | 1933           | Nomeado                   |
| 8  | Sebastião da Silva Leite                  | Partido Constitucionalista de São Paulo PC       | 1934              | 1935           | Nomeado                   |
| 9  | Vicente Mercadante                        | Partido Liberal Paulista PLP                     | 1938              | 1940           | Nomeado                   |
| 10 | Joaquim Carvalho Mota                     | Partido Liberal Paulista PLP                     | 1947              | 1948           | Nomeado                   |
| 11 | José Augusto Ribeiro                      | Partido Trabalhista Progressista PTP             | 1948              | 1951           | Eleito                    |
| 12 | Antônio Viana Silva                       | Partido Social Progressista PSP                  | 1952              | 1955           | Eleito                    |
| 13 | Thiago Ribeiro                            | União Democrática Nacional UDN                   | 1956              | 1959           | Eleito                    |
| 14 | José Augusto Ribeiro                      | União Democrática Nacional UDN                   | 1960              | 1963           | Eleito                    |
| 15 | Rui Silva                                 | Aliança Renovadora Nacional ARENA                | 1964              | 1966           | Eleito                    |
| 16 | Oliveiros A. de Castro                    | Aliança Renovadora Nacional ARENA                | 1966              | 1969           | Eleito                    |
| 17 | Tufi Jubran                               | Movimento Democrático Brasileiro MDB             | 1969              | 1973           | Eleito                    |
| 18 | Abílio Duarte Nogueira                    | Movimento Democrático Brasileiro MDB             | 1973              | 1977           | Eleito                    |
| 18 | Reinaldo Antônio Silva                    | Aliança Renovadora Nacional ARENA                | 1977              | 1981           | Eleito                    |
| 19 | Lauro Spera                               | Aliança Renovadora Nacional ARENA                | 1981              | 1982           | Eleito                    |
| 20 | José Santilli Sobrinho                    | Partido do Movimento Democrático Brasileiro PMDB | 1983              | 1988           | Eleito                    |
| 21 | Dr Romeu José Bolfarin                    | Partido do Movimento Democrático Brasileiro PMDB | 1989              | 1992           | Eleito                    |
| 22 | José Santilli Sobrinho                    | Partido da Social Democracia Brasileira PSDB     | 1993              | 1996           | Eleito                    |
| 23 | Dr Romeu José Bolfarini                   | Partido Trabalhista Brasileiro PTB               | 1997              | 2000           | Eleito                    |
| 24 | Carlos Ângelo Nobile                      | Partido da Social Democracia Brasileira PSDB     | 2001              | 2004           | Eleito                    |
| 25 | Ézio Spera                                | Partido da Frente Liberal PFL                    | 2005              | 2008           | Eleito                    |
| 26 | Ézio Spera                                | Democratas DEM                                   | 2009              | 2012           | Eleito                    |
| 27 | Ricardo Pinheiro Santana                  | Partido da Social Democracia Brasileira PSDB     | 2013              | 2016           | Eleito                    |
| 28 | José Aparecido Fernandes                  | Partido Democrático Trabalhista PDT              | 2017              | 2020           | Eleito                    |
| 29 | José Aparecido Fernandes                  | Partido Democrático Trabalhista PDT              | 2021              | 2024           | Eleito                    |
| 30 | Telma Goncalves Carneiro Spera de Andrade | Partido Liberal PL                               | 2025              | -              | Eleita                    |